# 발로란트 챔피언스 투어 마스터스
발로란트 챔피언스 투어 마스터스(VALORANT Champions Tour Masters, 약칭 VCT Masters)는 라이엇 게임즈에서 주최 및 주관하는 발로란트 챔피언스 투어의 차상위 국제 대회이다.

## 대회 방식

### 2021~2022년
2021년 VCT 마스터스는 총 세 차례 진행된다. 스테이지 1은 지역 마스터스로 10개 권역으로 구분되어 진행된다. 스테이지 2, 3은 국제 마스터스로 각 권역을 대표하는 팀이 경쟁한다. VCT 마스터스에 참가한 팀은 순위에 따라서 발로란트 챔피언스 진출에 영향을 주는 서킷 포인트를 얻는다.
2022년 VCT 마스터스는 한 차례 축소되어 총 두 차례 진행된다.

### 2023년~현재
2023년 VCT 마스터스는 국제 대회의 범주로 새롭게 편성된다. 또한, VCT 마스터스는 연간 1회로 축소되어 진행된다.
2024년 VCT 마스터스는 연간 2회로 확대되어 진행된다.

## 역대 대회 및 결과

### 국제 대회 (2021~현재)
| 연도                    | 회차 | 개최지       | 대회                                            | 우승            | 준우승        | 3위         | 4위         |
| ----------------------- | ---- | ------------ | ----------------------------------------------- | --------------- | ------------- | ----------- | ----------- |
| 국제 대회로 전환 (2021) |      |              |                                                 |                 |               |             |             |
| 2021                    | 2    | 레이캬비크   | 발로란트 챔피언스 투어 2021 마스터스 스테이지 1 | 센티널즈        | 프나틱        | 누턴 게이밍 | 팀 리퀴드   |
| 2021                    | 3    | 베를린       | 발로란트 챔피언스 투어 2021 마스터스 스테이지 3 | 갬빗 e스포츠    | 팀 엔비       | 100 씨브즈  | G2 e스포츠  |
| 2022                    | 4    | 레이캬비크   | 발로란트 챔피언스 투어 2022 마스터스 스테이지 1 | 옵틱 게이밍     | 라우드        | 제타 디비전 | 페이퍼 렉스 |
| 2022                    | 5    | 코펜하겐     | 발로란트 챔피언스 투어 2022 마스터스 스테이지 2 | 펀플러스 피닉스 | 페이퍼 렉스   | 옵틱 게이밍 | 프나틱      |
| 2023                    | 6    | 도쿄(지바현) | 발로란트 챔피언스 투어 2023 마스터스            | 프나틱          | 이블 지니어스 | 페이퍼 렉스 | NRG         |
| 2024                    | 7    | 마드리드     | 발로란트 챔피언스 투어 2024 마스터스 스테이지 1 | 센티널          | 젠지          | 페이퍼 렉스 | 라우드      |
| 2024                    | 8    | 상하이       | 발로란트 챔피언스 투어 2024 마스터스 스테이지 2 | ?               | ?             | ?           | ?           |

### 지역 대회 시절 (2021)
| 연도                         | 회차 | 대회                                            | 지역 구분    | 지역 구분    | 우승              | 준우승              | 3-4위            | 3-4위           |
| ---------------------------- | ---- | ----------------------------------------------- | ------------ | ------------ | ----------------- | ------------------- | ---------------- | --------------- |
| 2021                         | 1    | 발로란트 챔피언스 투어 2021 마스터스 스테이지 1 | 북아메리카   | 북아메리카   | 센티널즈          | 페이즈 클랜         | Gen.G            | 팀 엔비         |
| 2021                         | 1    | 발로란트 챔피언스 투어 2021 마스터스 스테이지 1 | 유럽         | 유럽         | 어센드            | 팀 헤레틱스         | 길드 e스포츠     | 펀플러스 피닉스 |
| 2021                         | 1    | 발로란트 챔피언스 투어 2021 마스터스 스테이지 1 | 독립국가연합 | 독립국가연합 | 갬빗 e스포츠      | 포르제              | GMT e스포츠      | 크로우 크라우드 |
| 2021                         | 1    | 발로란트 챔피언스 투어 2021 마스터스 스테이지 1 | 터키         | 터키         | 펏볼리스트        | BBL e스포츠         | 옥시젠 e스포츠   | 레어 e스포츠    |
| 2021                         | 1    | 발로란트 챔피언스 투어 2021 마스터스 스테이지 1 | 대한민국     | 대한민국     | 비전 스트라이커스 | 누턴 게이밍         | DWG KIA          | 무야호          |
| 2021                         | 1    | 발로란트 챔피언스 투어 2021 마스터스 스테이지 1 | 일본         | 일본         | 크레이지 라쿤     | 앱솔루트 주피터     | 리젝트           | FAV 게이밍      |
| 2021                         | 1    | 발로란트 챔피언스 투어 2021 마스터스 스테이지 1 | 동남아시아   | 동남아시아   | X10 e스포츠       | 팀 SMG              | KPC              | 붐 e스포츠      |
| 2021                         | 1    | 발로란트 챔피언스 투어 2021 마스터스 스테이지 1 | 브라질       | 브라질       | 팀 바이킹         | 게임랜더스 블루     | 퓨리아 e스포츠   | 페인 게이밍     |
| 2021                         | 1    | 발로란트 챔피언스 투어 2021 마스터스 스테이지 1 | 라틴아메리카 | 북부         | LDM e스포츠       | 레이저 클랜         | 인피티니 e스포츠 | 보더 몬스터즈   |
| 2021                         | 1    | 발로란트 챔피언스 투어 2021 마스터스 스테이지 1 | 라틴아메리카 | 남부         | 오스트럴즈        | 와이져스 아르헨티나 | 크루 e스포츠     | 퓨리오스 게이밍 |
| 이후 국제 대회로 전환 (2021) |      |                                                 |              |              |                   |                     |                  |                 |

## 기록과 통계

### 우승 기록
- 2021 스테이지 2 이후 기준[1]

| 팀              | 우승 | 준우승 | 우승 시즌 | 준우승 시즌 |
| --------------- | ---- | ------ | --------- | ----------- |
| 옵틱 게이밍     | 1    | 1      | 2022 S1   | 2021 S3     |
| 프나틱          | 1    | 1      | 2023      | 2021 S2     |
| 센티널즈        | 1    | 0      | 2021 S2   |             |
| 갬빗 e스포츠    | 1    | 0      | 2021 S3   |             |
| 펀플러스 피닉스 | 1    | 0      | 2022 S2   |             |
| 라우드          | 0    | 1      |           | 2022 S1     |
| 페이퍼 렉스     | 0    | 1      |           | 2022 S2     |
| 이블 지니어스   | 0    | 1      |           | 2023        |

## 같이 보기
- 발로란트
- 발로란트 챔피언스 투어 챌린저스
- 발로란트 챔피언스